# Леводянский, Фёдор Николаевич
Фёдор Николаевич Леводянский (2 октября 1900, Николаев, Российская империя — 1952, Ленинград) — советский военачальник. Генерал-майор береговой службы (13.12.1942). Комендант Штоковского сектора береговой обороны ТОФ (5.09.1944 г.). Участник Великой Отечественной войны.

## Биография
Фёдор Николаевич Леводянский, родился 2 октября 1900 года, в Николаевская обл., г. Николаев (Украинская ССР). Из крестьян.
Поступил на службу: 31.03.1919. Участник гражданской войны в России.
1937-01 — 1939-08 — Помощник командира артиллерии Сучанского укрепленного района;
1939-08 — 1940-05 — Командир Шкотовского укрепленного района;
1940-05 — 1945-04 — Командир Сектора береговой обороны Владивостокского морского оборонительного района;
13.12.1942 — присвоено звание генерал-майора береговой службы;
1945-04 — 1946-09 — Командир Островного сектора береговой обороны, Владивостокский морской оборонительный район;
1946-09 — 1947-03 — Учеба в Военно-морской академии;
1947-03 — 1949-07 — Помощник коменданта по административной подготовке, Военно-морская академия кораблестроения и вооружения;
1949-07 — 1951-11 — Заместитель коменданта по военно-морской подготовке Ленинградского высшего мореходного училища.
1951-11 — в отставке. Умер 1952 году, похоронен на Серафимовском кладбище.

## Воинские звания
Генерал-майор береговой службы (13.12.1942).

## Награды
- Орден Ленина
- Орден Красного Знамени (Два)
- Медаль «За победу над Германией в Великой Отечественной войне 1941—1945 гг.»
- Медаль «За победу над Японией»
- Медали СССР